# Kammerwahl 1959
- KPL: 3
- LSAP: 17
- DP: 11
- CSV: 21

Die vorgezogene Kammerwahl 1959 zur Bestimmung der Mitglieder der luxemburgischen Abgeordnetenkammer fand am 1. Februar 1959 statt.

## Ausgangslage
Die seit 1951 bestehende CSV/LSAP-Koalition wurde nach der Kammerwahl 1954 fortgesetzt. Als Premierminister löste Pierre Frieden 1958 Joseph Bech (beide CSV) ab. Nachdem die Kammer im Zusammenhang mit einer Korruptionsaffäre am 9. Dezember 1958 eine Resolution gegen die LSAP-Minister annahm, traten diese zurück, daraufhin auch die übrigen Regierungsmitglieder. Am 18. Dezember 1958 wurde die Kammer aufgelöst.

## Wahlrecht
Die Sitze werden innerhalb von vier Wahlkreisen proportional nach dem D’Hondt-Verfahren verteilt.

## Ergebnis
Jeder Wähler hatte so viele Stimmen, wie im Wahlbezirk Abgeordnete zu wählen waren. Die Ergebnisse der einzelnen Wahlbezirke:
|                      | Wahlbezirk Süden | Wahlbezirk Süden | Wahlbezirk Süden | Wahlbezirk Osten | Wahlbezirk Osten | Wahlbezirk Osten | Wahlbezirk Zentrum | Wahlbezirk Zentrum | Wahlbezirk Zentrum | Wahlbezirk Norden | Wahlbezirk Norden | Wahlbezirk Norden | Luxemburg insgesamt | Luxemburg insgesamt | Luxemburg insgesamt | Luxemburg insgesamt |
| Anzahl               | %                | Sitze            | Anzahl           | %                | Sitze            | Anzahl           | %                  | Sitze              | Anzahl             | %                 | Sitze             | Anzahl            | % unge- wichtet     | % ge- wichtet *     | Sitze               |                     |
| -------------------- | ---------------- | ---------------- | ---------------- | ---------------- | ---------------- | ---------------- | ------------------ | ------------------ | ------------------ | ----------------- | ----------------- | ----------------- | ------------------- | ------------------- | ------------------- | ------------------- |
| Wahlberechtigte      |                  |                  |                  |                  |                  |                  |                    |                    |                    |                   |                   |                   | 188.286             |                     |                     |                     |
| Wähler               | 67.411           |                  |                  | 19.903           |                  |                  | 55.779             |                    |                    | 30.43             |                   |                   | 173.836             | 92,33               |                     |                     |
| Gültige Stimmzettel  | 64.330           | 95,4             |                  | 18.913           | 95,0             |                  | 52.773             | 94,6               |                    | 29.580            | 96,2              |                   | 165.596             | 95,26               |                     |                     |
| Gültige Stimmen      | 1.229.200        |                  |                  | 108.893          |                  |                  | 810.402            |                    |                    | 281.501           |                   |                   | 2.429.996           |                     |                     |                     |
| Sitze insgesamt      |                  |                  | 20               |                  |                  | 6                |                    |                    | 16                 |                   |                   | 10                |                     |                     |                     | 52                  |
|                      |                  |                  |                  |                  |                  |                  |                    |                    |                    |                   |                   |                   |                     |                     |                     |                     |
| CSV                  | 405.185          | 33,0             | 7                | 54.031           | 49,6             | 3                | 304.064            | 37,5               | 6                  | 133.560           | 47,4              | 5                 | 896.840             | 36,91               | 38,90               | 21                  |
| LSAP                 | 493.911          | 40,2             | 8                | 23.560           | 21,6             | 1                | 250.024            | 30,9               | 5                  | 81.028            | 28,8              | 3                 | 848.523             | 34,92               | 33,05               | 17                  |
| DP                   | 126.001          | 10,3             | 2                | 31.302           | 28,7             | 2                | 224.171            | 27,7               | 5                  | 66.913            | 23,8              | 2                 | 448.387             | 18,45               | 20,34               | 11                  |
| KPL                  | 188.282          | 15,3             | 3                |                  |                  |                  | 32.143             | 4,0                |                    |                   |                   |                   | 220.425             | 9,07                | 7,21                | 3                   |
| Solidarité Nationale | 15.821           | 1,3              |                  |                  |                  |                  |                    |                    |                    |                   |                   |                   | 15.821              | 0,65                | 0,50                |                     |

Die CSV verlor erheblich, während die DP stark zulegte. Die Sozialisten und Kommunisten blieben stabil.

## Regierungsbildung
Premierminister Pierre Frieden lehnte den Auftrag zur Regierungsbildung aus gesundheitlichen Gründen ab und starb am 23. Februar 1959. Neuer Premierminister wurde Pierre Werner (CSV), dessen Koalitionskabinett aus CSV und DP am 2. März 1959 vereidigt wurde.